# Wladimir Wassiljewitsch Fedossejew
Wladimir Wassiljewitsch Fedossejew (russisch Владимир Васильевич Федосеев; * 16. Februar 1995 in Sankt Petersburg) ist ein russischer Schachspieler, der für den slowenischen Schachverband spielt.

## Schachkarriere
Als Jugendlicher wurde er von Alexander Chalifman trainiert. Im Alter von 16 Jahren wurde ihm der Titel eines Großmeisters verliehen. 2017 gewann er das Aeroflot Open in Moskau. Im selben Jahr nahm er (bereits zum zweiten Mal nach 2015, als er in der 2. Runde gegen Alexander Grischtschuk ausschied) am Schach-Weltpokal teil. Im Dezember 2017 erreichte er bei der Schnellschach-Weltmeisterschaft in Riad den geteilten ersten Platz, verlor dann aber den Stichkampf um den Titel gegen Viswanathan Anand. In den Jahren 2016 und 2018 gewann er mit Medny Wsadnik die Russische Mannschaftsmeisterschaft. In der deutschen Bundesliga spielt Fedossejew seit 2018 für die SV 1930 Hockenheim, in der chinesischen Mannschaftsmeisterschaft spielte er 2019 für Chengdu.
Beim Schach-Weltpokal 2021 erreichte er das Spiel um Platz 3, bei dem er jedoch gegen den Weltmeister Magnus Carlsen mit 0:2 unterlag.
Im Mai 2022 legte Fedossejew aus Protest gegen den Russischen Angriffskrieg gegen die Ukraine seine russische Verbandszugehörigkeit nieder und spielte seither unter der Flagge der FIDE. Im Juli 2023 wechselte Fedossejew offiziell zum slowenischen Schachverband.